# Зомби даброви
Зомби даброви (енгл. Zombeavers) амерички је природни хорор филм са елементима комедије из 2014. године, режисера Џордана Рубина, са Рејчел Мелвин, Хачом Дејном, Кортни Палм, Лекси Аткинс, Рексом Лином, Билом Блером, Џејком Виријем и Џоном Мејером у главним улогама. Радња прати групу студената коју напада хорда зомби даброва, док се проводе у колиби поред реке.
Трејлер за филм објављен је почетком фебруара 2014. и убрзо је постао виралан. Премијера је била 19. априла 2014. на Трајбека филмском фестивалу. Иако је филм добио генерално негативне рецензије, критичари сајта Ротен томејтоуз оценили су га са високих 71%, док му је публика истог сајта дала 32%.

## Радња
Док превозе токсичне хемикалије, камионџије ударају у јелена што проузрокује да им један канистер испадне у реку. Хемикалије претварају даброве у крволочне зомбије који прогоне тинејџере који се проводе у оближњој колиби.

## Улоге
| Глумац          | Улога              |
| --------------- | ------------------ |
| Рејчел Мелвин   | Мери Дотри         |
| Кортни Палм     | Зои                |
| Лекси Аткинс    | Џен                |
| Хач Дејно       | Сем                |
| Џејк Вири       | Томи               |
| Питер Гилрој    | Бак                |
| Бил Бер         | Џозеф              |
| Рекс Лин        | Смит               |
| Брент Бриско    | Винсент Грегорсон  |
| Филис Кац       | Мирна Грегорсон    |
| Роберт Р. Шафер | камионџија         |
| Чад Андерсон    | Адам               |
| Џон Мејер       | Лук                |
| Фред Татаскиор  | глас зомби-даброва |